# San Román (Candamo)
San Román ist eines von elf Parroquias in der Gemeinde Candamo der Autonomen Region Asturien in Spanien.
Das Parroquia ist seit alters her geprägt durch die Vieh- und Obstwirtschaft.
Über die AS-236 und die Stationen der FEVE ist San Román aus allen Richtungen gut erreichbar.

## Sehenswürdigkeiten

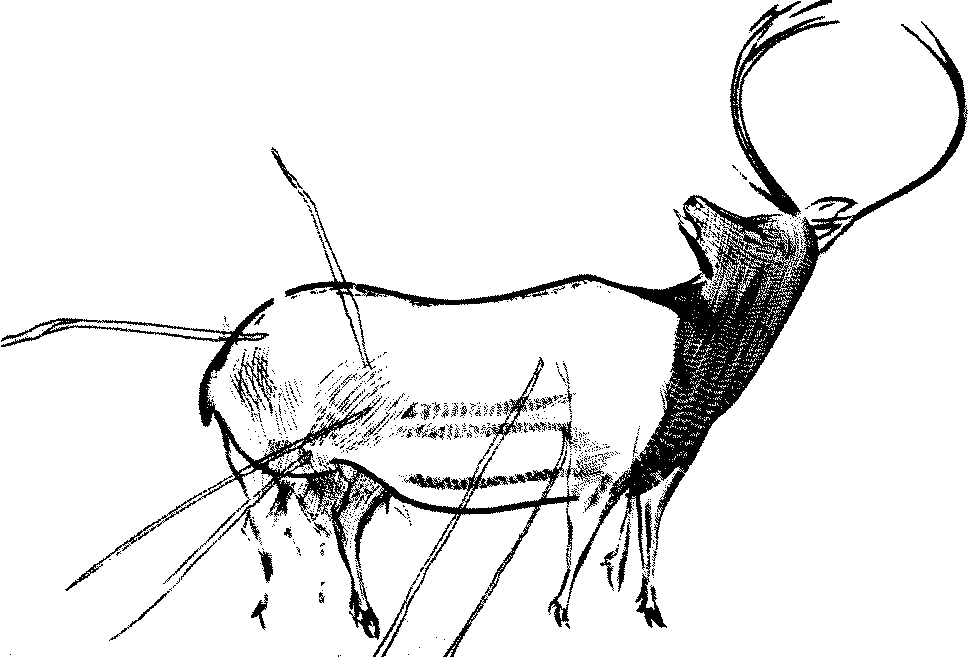
Verletzter Hirsch aus der Peña de Candamo

- La Peña de Candamo, Höhle mit prähistorischen Funden und Felszeichnungen
- Palacio de los Valdés-Bazán aus dem 17. Jahrhundert
- Einsiedelei San Pedro Mangón
- Prähistorisches Institut „Centro de Int. de la Caverna de Candamo y del Arte Prehistórico“ in San Román
- Kirche San Andrés in San Román
- Torhaus La Torre aus dem 16. Jahrhundert

## Feste
- 2. Februar – Fiesta de Las Candelas in San Román
- 9. August – Fiesta de San Román, San Lorenzo und la Fiesta de los Vieyos in San Román

## Dörfer und Weiler in der Parroquia
- Ferreras – 34 Einwohner 2011 - 43° 26′ 42″ N, 6° 4′ 46″ W
- Las Parrucas – 15 Einwohner 2011
- San Román – 276 Einwohner 2011 - 43° 27′ 2″ N, 6° 4′ 24″ W

## Bevölkerungsentwicklung
|                                                                |
| Quelle: Website des INE – grafische Aufarbeitung für Wikipedia |